# 荷蘭理智人士之類公共廣播
荷蘭理智人士之類公共廣播（PowNed）是一個在荷蘭公共廣播系統播放節目的廣播公司，每日在荷蘭第三台（Nederland 3）放送節目，特別關注荷蘭政治，尤其是揭露醜聞。
該公司是由荷蘭著名網誌「無法無天」（GeenStijl.nl）演變過來，而該網誌的創辦人 Dominique Weesie 更主持網絡的新聞節目「PowNews」。

而網絡的名稱是先有荷蘭文縮寫，然後再創建全名「 荷蘭理智人士之類公共廣播 （Publieke Omroep Weldenkend Nederland En Dergelijke)」。公司宣稱要為網絡世代服務，對抗戰後嬰兒潮所出生的一代。

## 外部連結
- （荷兰文） 官方網站 （页面存档备份，存于）
- Outlandish TV station recommended to minister, RNW, 30 September 2009
- Jackass sues Dutch TV channel Powned （页面存档备份，存于）, Dutch Daily News, 5 June 2011